# 통일항아리

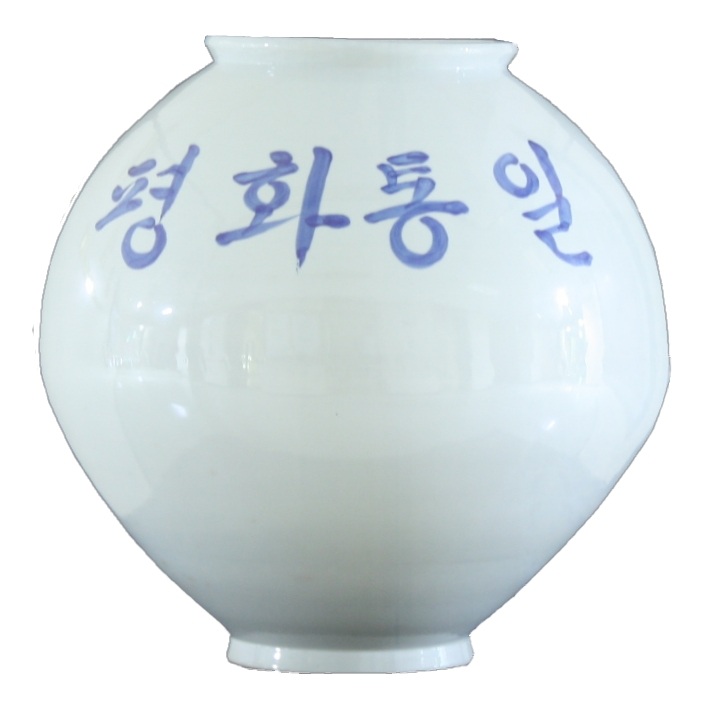
통일항아리

통일항아리는 2012년 6월 23일 대한민국 통일부에서 남북 통일을 대비하여 필요한 자금을 모으자는 취지로 제작한 달항아리였으며, 사업은 현재 중단되었다.

## 사업 진행
통일항아리는 류우익 통일부 장관이 중요 무형문화재 105호 사기장 김정옥과 함께 문경 영남요에서 재료 반죽, 형태 만들기, 상하 붙이기, 글씨쓰기, 유약바르기, 굽기 등 제작 과정을 거쳐 2012년 6월 23일에 완성하였다.
높이와 좌우 폭이 50cm 정도의 백자 달항아리로 ‘평화통일’이라는 푸른색 글씨가 적혀 있다. 조선 전래의 달항아리 제작기법으로 윗부분과 아랫부분을 따로 만든 후 두 부분을 접합하여 구워진 것으로, 이는 분단된 남북이 다시 하나로 이어지는 의미를 상징한다.
통일 항아리는 옛 선조들이 부엌에 항아리를 하나 두고 밥을 지으실 때마다 쌀 한줌을 덜어 항아리에 담아두었다가 어려움이 닥쳤을 때 요긴하게 썼던 것에 착안해, 통일에 실질적으로 대비하는 차원에서 통일시기에 필요한 돈을 지금부터 준비해두자는 의미를 담고 있다.
이명박 대통령은 2012년 7월 16일 민간단체인 '통일을 생각하는 사람들의 모임'이 주관하는 통일기금 모금행사에서 통일항아리에 금일봉을 기부하였으며, 강창희 국회의장, 통일부 장･차관 등 고위공무원 역시 월급을 모아 성금을 통일항아리에 기부하였다. 이뿐만 아니라 군인을 포함한 전국의 각계각층의 국민들이 통일항아리에 참여했다.

## 사업 좌초
사업 진행이 1년정도 진행된 시점에서 모금액이 7억여원에 그치고 정권이 바뀌자, 대한민국 정부는 사업을 계속 진행하려는 의지를 보이지 않았다. 일각에서는 이러한 사업이 왜곡된 대북 정보를 통한 무리한 사업이라고 분석하기도 한다.

## 같이 보기
- 남북통일
- 박근혜 정부